# 브리크글리스
브리크(독일어: Brig) 또는 브리크글리스(독일어: Brig-Glis, 프랑스어: Brigue-Glis 브리그글리[*], 이탈리아어: Briga-Glis 브리가글리스[*])는 스위스 발레주에 위치한 도시로, 면적은 38.08km2, 높이는 691m, 인구는 12,467명(2010년 기준), 인구 밀도는 328명/km2이며 이탈리아 국경과 가까운 지점에 위치한다.
다른 알파인 타운과 함께 브리크글리스는 알파인 아크의 지속 가능한 개발을 달성하기 위해 알파인 협약을 이행하기 위해 올해의 알파인 타운 협회에 참여한다. 브리크글리스는 2008년 올해의 알파인 타운으로 선정되었다.
브리크의 공식 언어는 (스위스 표준의 변종) 독일어지만, 주요 구어 언어는 알레만계 스위스 독일어 방언의 현지 변종이다.

## 역사
브리크라는 이름은 브리바(Briva) 또는 ‘다리’에서 파생된다. 오래된 가옥은 외관상 이탈리아의 정취가 흠씬 묻어나며, 가장 유명한 건물(슈톡칼퍼궁, 이전 예수회 대학과 우르술라 수녀원)은 모두 17세기에 지어졌다. 현지 슈토크칼퍼 가문의 한 구성원인 카스파 슈톡칼퍼 남작의 관대함 덕분이었다.
브리크의 번영은 심플론 고개와 연결되어 있어 점차 반대편의 더 오래된 마을인 나테르스를 대체하여 1517년에 별도의 교구가 되었다. (교회는 마을에서 몇 분 거리에 있는 글리스에 있음). 중세 이름은 브리가 디베스(Briga dives)였다. 1807년 심플론 고개를 가로지르는 마차 도로가 개통되었고, 1906년에는 고갯길 아래의 심플론 터널이 개통되었다. 브리크 위 지역이 상부 발레의 가파르고 덜 비옥한 지역(당시 관광객들이 많이 찾음)이라는 사실은 마을의 중요성과 규모를 크게 증가시켰다.

### 브리크
브리크는 1215년에 브리가(Briga)로 처음 언급되었다. 브리크 근처에 인간이 거주했다는 첫 번째 증거는 청동기 시대 물건, 팔찌 및 단검에서 비롯된다. 이 지역은 흩어져 있는 발저 정착촌과 함께 라텐 문화 시대를 통해 사람이 살았다. 로마 시대에 로마의 영향은 계곡 바닥의 로마 도로를 따라 가장 강력했다. 이 지역은 철기 시대, 이주 기간과 중세 시대 초기에 정착된 상태로 남아 있었다.
드 브리가(De Briga) 가문은 1215년에 처음으로 언급되었다. 가문은 1181년에 처음 언급된 망골디 계통의 한 방계였을 것이며, 1308-1335년 사이에 등장한 드 쿠리아(De Curia, im Hof) 가문과 동일할 것이다. 가문의 저택은 브리크 위의 탑인 횔렌부르크(Höllenburg)에 있었다. 17세기에 이 탑은 철거되었다. 도시는 시옹의 주교가 12세기에 탑과 장벽을 지을 때 세웠을 가능성이 있다. 원래의 탑은 13세기에 새로운 탑으로 교체되었으며, 1970년에 철거되었다.
14세기에 브리크는 도시로 처음 언급되었다. 그 중요성이 커져 1518년에 브리크의 첸덴 (발레에 있는 한 지역을 의미)의 수도가 되었다. 수도와 함께 지방 법원의 소재지가 되었다. 시청은 1618년에 처음 언급되었다. 이 도시의 성벽은 종종 홍수가 난 살티나로부터 마을을 보호하는 데 도움이 되는 홍수벽 역할도 했다. 인근 론강은 1469년, 1506년, 1640년, 1752년, 1775년, 1868년, 1920년에 홍수를 일으켰다. 1755년과 1855년에 지진으로 도시가 피해를 입었다. 1465년, 1475년, 1485년, 1575년에는 역병으로 인구가 감소했다. 1799년에는 프랑스 군대가 도시를 약탈하고 기록 보관소를 불태우고 큰 피해를 입혔다.

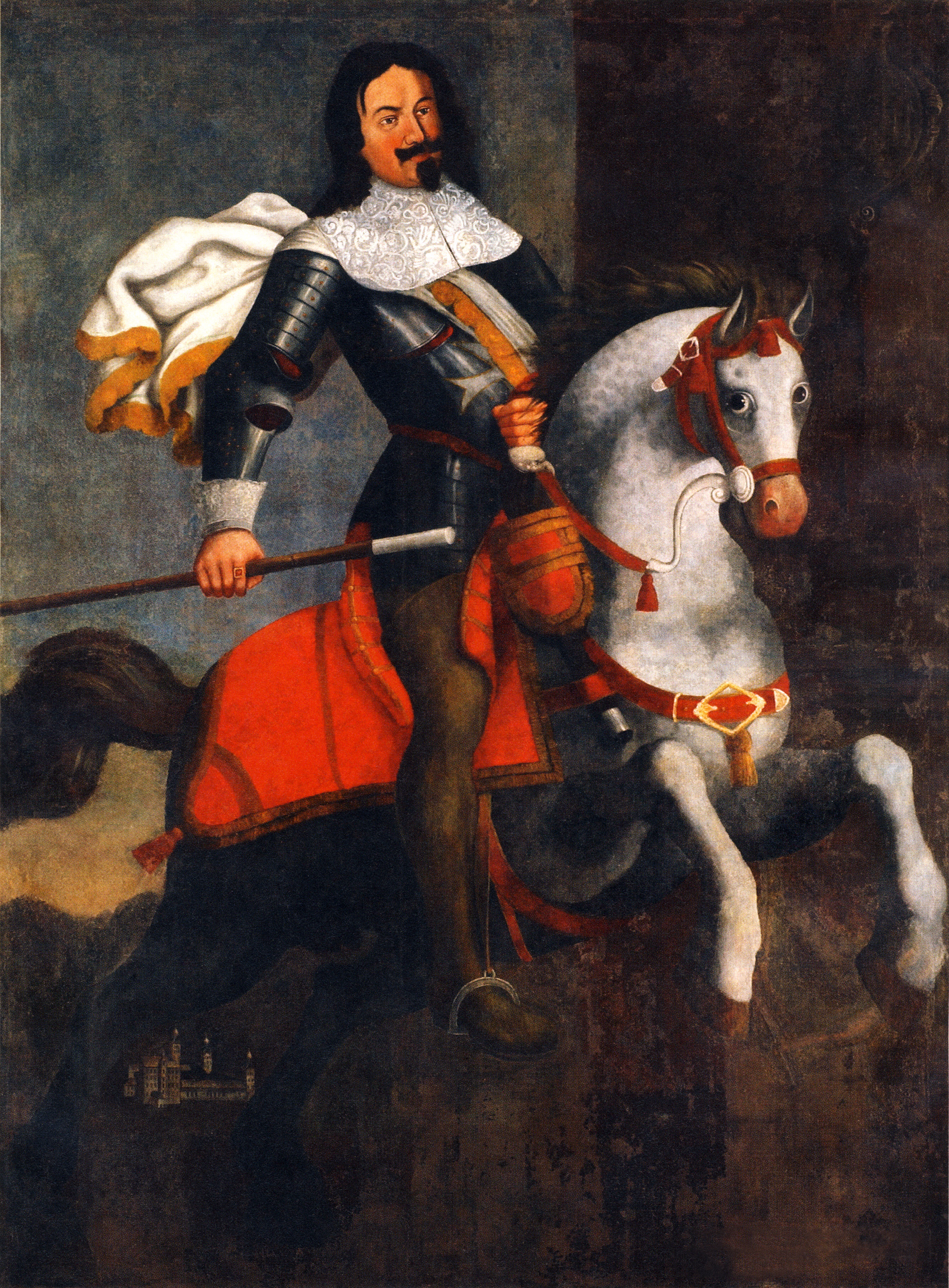
카스파 슈톡칼퍼

13세기 중반부터 브리크는 심플론 고개를 통해 운송을 하기 위한 저장, 환적과 세관역이었다. 초기 현대 시대까지 많은 가문이 무역으로 부유했으며 도시에 궁전 같은 주택과 공공건물을 지었다. 현지 총독 카스파 메츠 엘텐의 르네상스 타워는 1526년에 지어졌다. 그런 다음 1658-1678년에 카스파 슈톡칼퍼는 슈톡칼퍼궁을 지었다. 세 개의 탑, 아케이드 안뜰 및 공원이 있다. 근세 도시에는 오래된 슈톡칼퍼 주택(약 1533년), 환적과 보관 장소로 사용된 잘츠호프(16세기, 1967년 철거), 베게너(17세기), 만하프트(1709) 및 페르난다 드 스톡칼퍼(1727)의 귀족 주택도 있었다. 도시 외곽에서 1677년 카스파 슈톡칼퍼는 게오르크 크리스토프 만하프를 위해 마테니 저택을 지었다.
브리크는 원래 1642년 글리스 교구의 일부가 될 때까지 나테르스 대교구에 속해 있었다. 브리크는 1957년에 자체 교구가 되었고, 1967-1970년에 교구 교회를 지었다. 1624~1627년에 예수회는 그 도시에 지부를 설립했다. 1662년에서 1773년 사이와 1814년에서 1847년 사이에 그들은 도시에서 대학을 운영했다. 대학은 1663년에서 1673년 사이에, 대학 교회는 1673년에서 1687년 사이에 지어졌다. 1773년에서 1814년 사이에 대학은 피아리스트가 관리했다. 1848년부터 발레주에서 운영했다. 1990년까지 총장은 평사제였다. 최초의 카푸친 수도원은 1650년에서 1660년 사이에 지어졌지만, 기존 수도원은 1947년에서 1948년 사이이다. 우르술라 수도원은 1661년 여학교와 함께 설립되었으며, 1732년에 우르술라 교회가 설립되었다. 1937년 이래로 이곳은 마리안힐 선교사들의 선교부(때로는 신학교)였다. 안토니 병원은 1304년에 설립되었다. 고딕 양식의 병원 교회는 14세기에 세워졌으며 최초의 병원 종교 단체는 1399년에 설립되었다. 나중에 지역 사회에 전달되어 1908년까지 마을을 섬겼다. 시민들은 세바스찬 예배당을 1636-1637년에 건설되었고 1972-1973년에 복원되었다. 1951년 칼 슈미트(Karl Schmid)는 베흐르만 예배당을 지었다.
1801~1805년에 심플론 고개를 가로지르는 새로운 도로 건설, 1949년과 1960년 사이에 기존 도로 확장, 1960년에 시작된 국도 건설로 브리크를 통과하는 교통량이 증가했다. 1890~1905년에 역마차는 152,816명을 도로를 통해 도모도솔라로 수송했다. 1906년, 최초의 자동차가 심플론 위를 질주했다. 1919년부터 우편 버스가 브리크로 향하는 길을 지나갔다. 이 서비스는 1970년에 계절에 따라 연중무휴로 확장되었다. 브리크로 가는 첫 번째 철도 노선은 1874년에 완공되었으며 론 계곡을 통해 서쪽으로 마을을 연결했다. 1913년에 개통된 뢰치베르크 터널은 브리크와 베른을 연결했다. 심플론 터널일 때, 1906년에 건설되었고 1921년에 두 번째 터널이 추가되어 이탈리아와 연중 안정적인 철도 연결을 제공했다. 1926년에 푸르카-오버알프 철도는 브리크와 그라우뷘덴주의 디젠티스를 연결했다. 기차역은 1877-1878년에 지어졌으며, 1910년에 새로운 건물로 확장되었다. 이곳은 화물역과 국경역으로도 사용된다. 1910년에 만들어진 역은 1957년, 1961년 및 1993년에 확장되었다. 1859년에는 시내에 전신국이 건설되었고, 1898년에는 시내 전화망이 건설되었다.

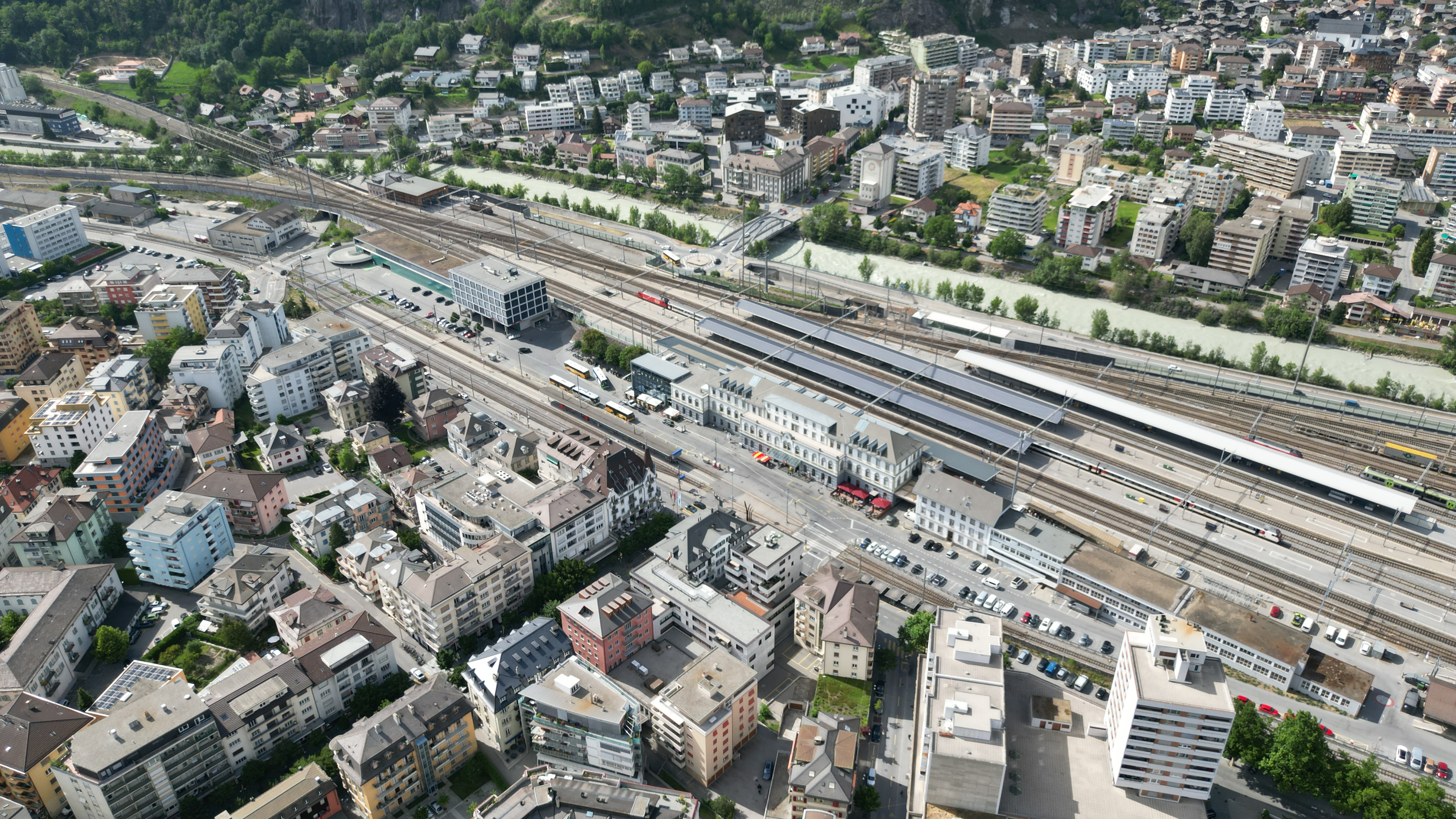
브리크글리스역

브리크로의 여행이 쉬워지면서 관광 산업이 성장했다. 도시의 호텔 객실수는 1800년 120개에서, 1912년 425개, 1993년 1,000개로 증가했다. 2002년경은 객실수가 약 820개로 감소했다. 1858년에 큰 제재소가 도시에 건설되었다. 목공, 파스타 생산, 전화 기기, 장갑 및 니트웨어를 포함한 다른 소규모 산업 회사들이 그 뒤를 이었다. 브리크-나테르스 발전소는 도시와 성장하는 산업에 전력을 공급하기 위해 1900년에 건설되었다. 그러나 20세기 중후반에 이르러 대부분의 산업 플랜트가 브리크를 떠났다. 1990년에는 노동력의 81%가 경제의 서비스 또는 제3차 부문에서 일했다. 18%만이 공업에서 일했고 1%는 농업에서 일했다. 2001년에 브리크글리스에는 803개 회사에서 일하는 7,129명의 직원이 있었다.

### 글리스
글리스 주변에서 가장 오래된 인간 정착의 흔적은 1992년에 발견되었으며 청동기 및 철기 시대의 중요한 정착 흔적을 포함한다.

### 브리커바트
론강과 계곡의 북쪽 끝 사이에 위치한 이 작은 마을의 초기 역사에 대해서는 알려진 바가 거의 없다.

## 지리

### 지형

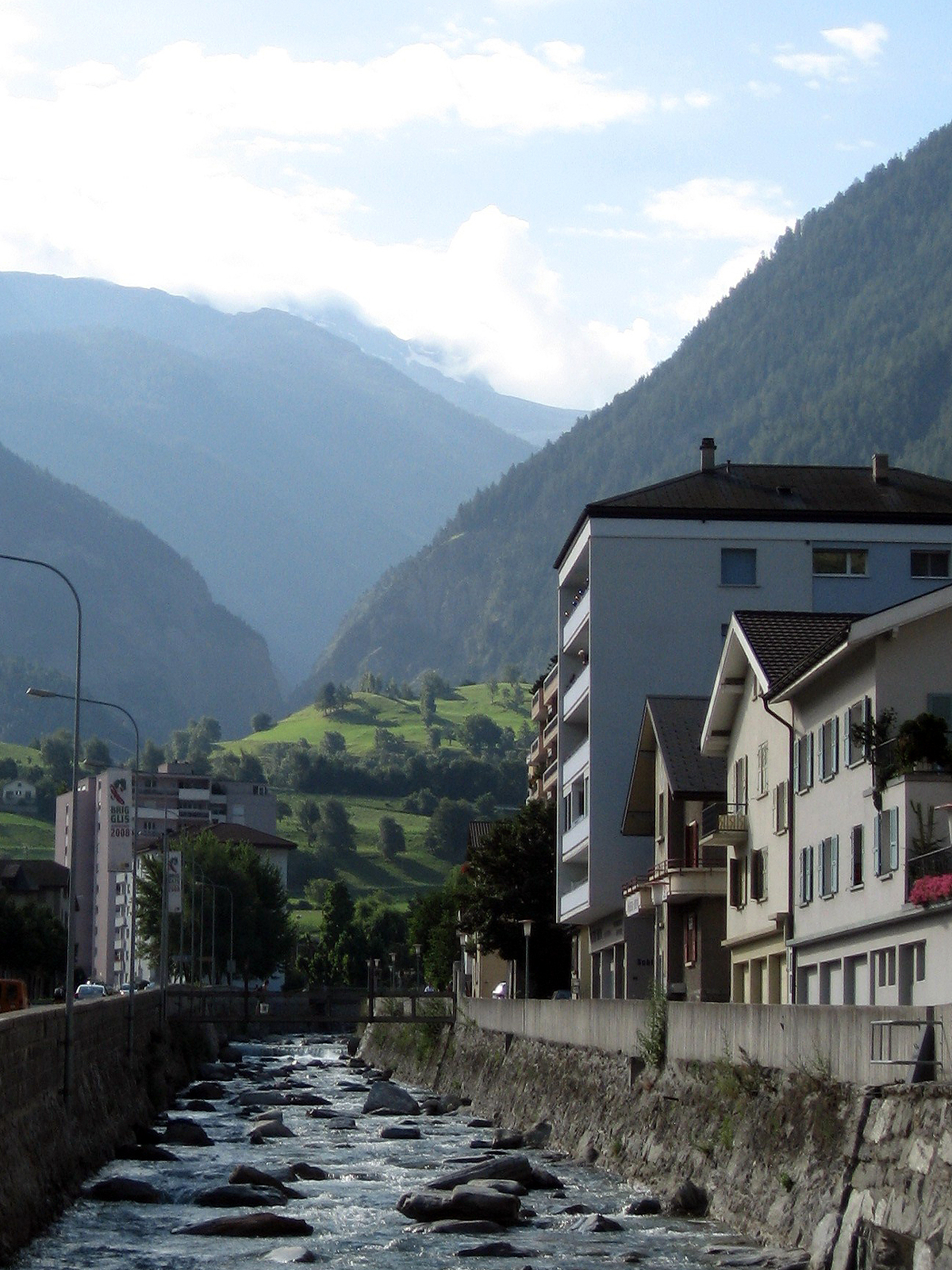
브리크의 살티나

그것은 알프스의 심플롱 고개의 북쪽 경사 기슭에 위치한 상부 발레의 그림 같은 작은 마을이며 잘티네강의 오른쪽 제방에 있으며 론강과의 교차점에서 약간 위쪽에 있다. 브리크는 많은 높은 알프스 정상으로 둘러싸여 있다. 시정촌 내에는 글리스호른, 스피츠호를리 및 토추호른의 정상이 있다. 브리크는 스위스-이탈리아 국경에 가깝다.
2004년 9월 조사 기준, 브리크글리스의 면적은 37.67k㎡이다. 이 면적 중 약 11.9%가 농업용으로 사용되며 48.6%는 산림이다. 나머지 토지 중 11.6%는 정착지(건물 또는 도로)이고 27.9%는 비생산적인 토지이다. 지난 20년(1979/85-2004/09) 동안 정착된 토지의 양은 119ha 증가했고 농경지는 115ha 감소했다.

### 기후
브리크는 많은 알프스 정상으로 둘러싸여 있어서 동계 스포츠 선수들에게 인기가 있다. 도시 자체는 론강과 가깝다. 고도가 높아서 겨울에는 기온이 영하로 유지되어 서리가 내리는 경우가 많다. 여름철에는 더위가 심할 수 있다.

## 인구통계

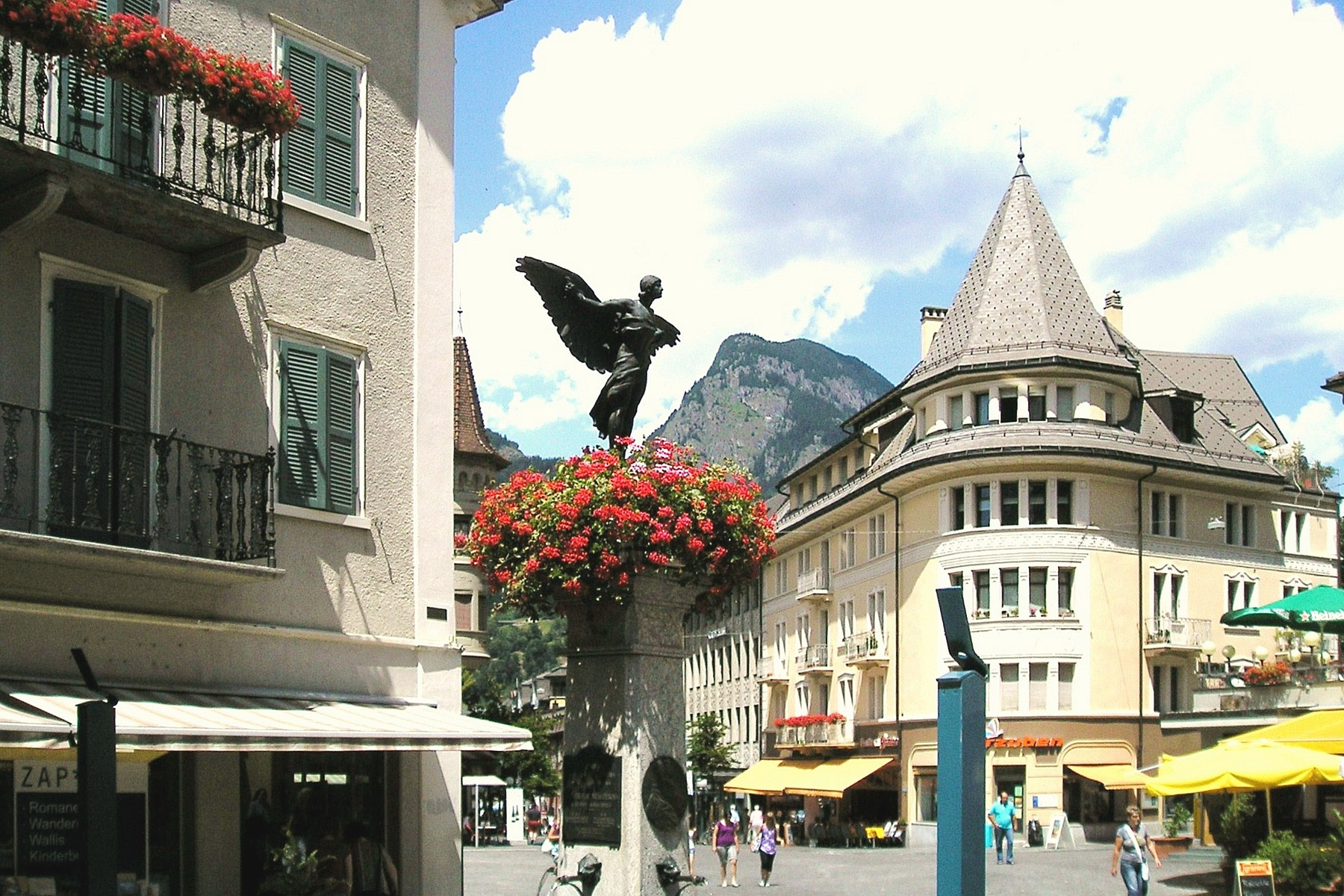
시내 중심가

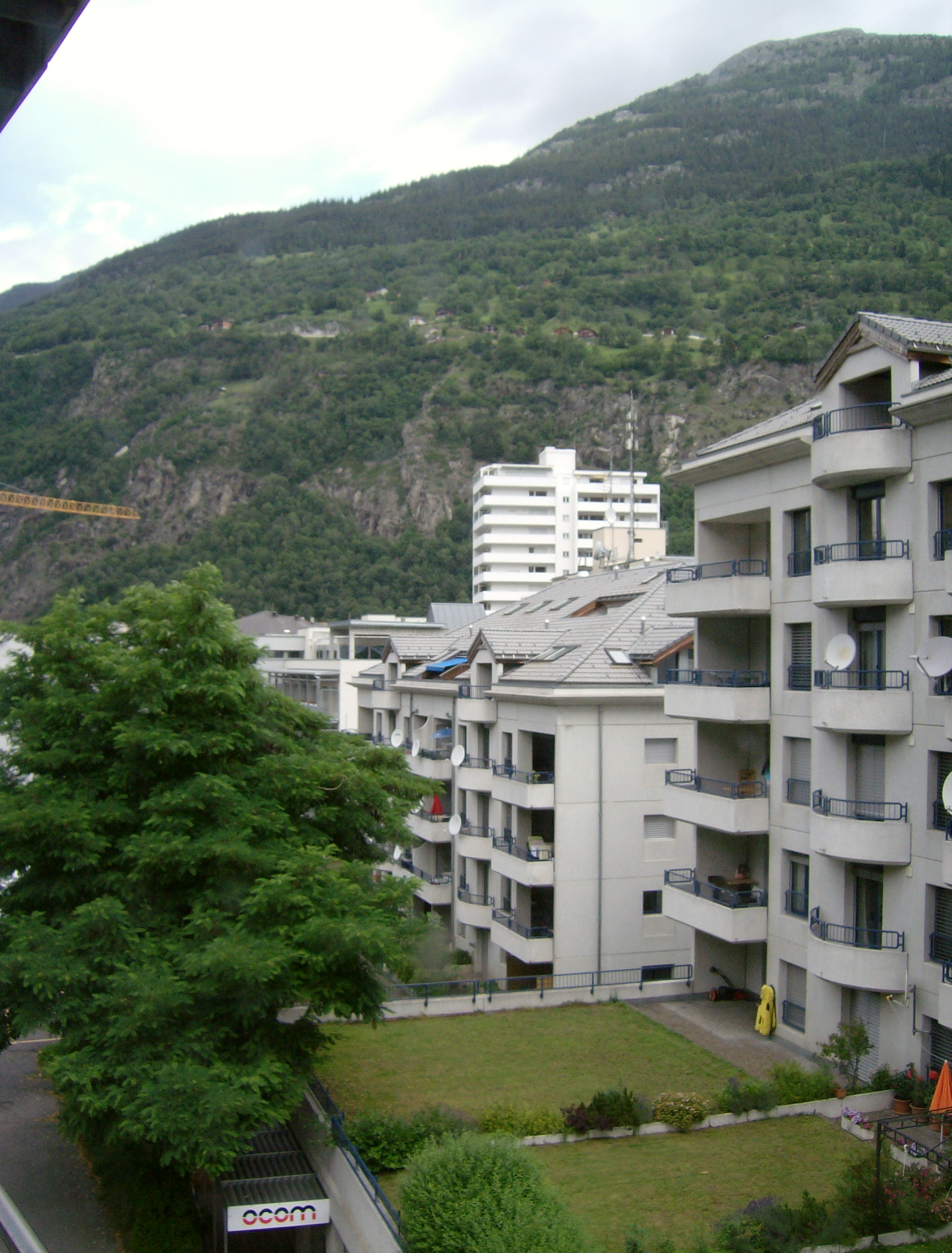
브리크의 현대적 아파트

브리크글리스의 인구(2020년 12월 기준)는 13,221명이다. 2013년 기준으로 인구의 15.5%가 거주하는 외국인이다. 지난 3년(2010-2013) 동안 인구는 2.86%의 비율로 변경되었다. 2013년 시정촌의 출생률은 8.9명이었고 사망률은 인구 1천명당 10.3명이었다.
2000년 기준, 대부분의 인구는 10,465명(90.3%)으로 독일어를 모국어로 사용하고, 이탈리아어가 221명(1.9%)으로 두 번째로 많이 사용하고, 프랑스어가 197명(1.7%)으로 세 번째로 사용된다. 로만슈어를 구사하는 사람이 8명 있다. 매일 거래에 사용되는 언어는 이 특정 주에서만 사용되는 독특한 독일어 방언이다.
2008년 기준으로 인구의 성별 분포는 남성 47.9%, 여성 52.1%이다. 인구는 5,049명의 스위스 남성(인구의 41.2%)과 826명(6.7%)의 비스위스계 남성으로 구성되었다. 스위스 여성은 5,477명(44.7%), 비스위스계 여성은 902명(7.4%)이었다. 시정촌 인구 중 4,456명(약 38.4%)이 브리크글리스에서 태어나 2000년에 그곳에 살았다. 같은 주에서 태어난 4,077명(35.2%)이 있었고, 다른 곳에서 태어난 1,154명(10.0%)이 있었다. 스위스, 1,479명(12.8%)이 스위스 타지에서 태어났다. 2013년 기준으로 아동·청소년(0~19세) 인구가 17.5%, 성인(20~64세)이 63.8%, 노인(64세 이상)이 18.7%를 차지한다.
2000년 기준으로 시정촌에 미혼이거나 독신인 사람은 5,111명이다. 기혼자는 5,331명, 미망인은 678명, 이혼한 사람은 470명이었다.
2000년 기준으로 시정촌의 개인가구는 4,494세대로 가구당 평균 2.4명이 거주하고 있다. 1 인 가구는 1361가구, 5인 이상 가구는 288가구였다. 총 4,634가구 중 1인 가구가 29.4%로 부모와 동거하는 성인이 63명이었다. 나머지 가구 중 자녀가 없는 기혼 부부는 1,233쌍, 자녀가 있는 기혼 부부는 1,495쌍으로 자녀가 있는 편부모는 263쌍이다. 79가구는 혈연관계가 없는 사람들로, 140가구는 일종의 기관이나 집단주택으로 구성되어 있었다.
2000년에는 총 1,571호의 주거용 건물 중 700호(전체의 44.6%)가 단독주택이었다. 다가구는 590채(37.6%), 주거용은 143채(9.1%), 기타 용도(상업, 공업)는 138채(8.8%)였다.
2000년에는 총 4,296세대(전체의 87.6%)가 상설 임대되었으며, 453세대(9.2%)가 성수기이며 154세대(3.1%)가 비어 있었다. 2009년 기준 신규주택 건설률은 인구 1000명당 11.6세대이다. 2010년 시정촌 공실률은 0.59%였다.
역사적 인구는 다음의 차트와 같다:

### 종교
2000년 인구조사에 따르면 9,613명(82.9%)이 로마 가톨릭 신자이고 634명(5.5%)이 스위스 개혁 교회에 속해 있다. 나머지 인구 중 정교회 교인은 173명 (인구의 약 1.49%)이었고 다른 기독교 교인은 224명(인구의 약 1.93%)이었다. 이슬람교도는 322명(인구의 약 2.78%) 이었다. 불교도가 20명, 힌두교도가 22명, 다른 교회에 속한 사람이 5명이었다. 281명(인구의 약 2.42%)은 교회에 속하지 않고, 불가지론자 또는 무신론자이다. 그리고 406명의 개인(또는 인구의 약 3.50%)이 질문에 대답하지 않았다.

## 국가 중요 문화재

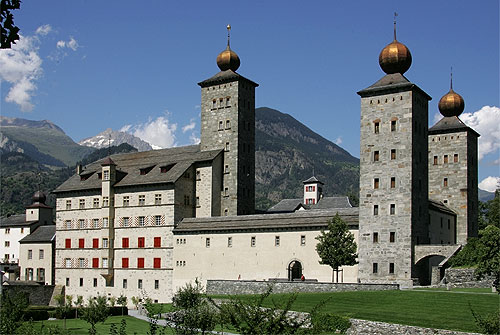
슈토크칼퍼팔라스트

슈토크칼퍼팔라스트, 감젠마우어 및 납골당 이 있는 마리아 힘멜라흐르트 교회는 국가적으로 중요한 스위스 문화유산으로 등재되어 있다. 브리크 구시가지 전체가 스위스 유산 목록의 일부이다.

## 경제
2010년 현재 브리크글리스의 실업률은 2.1%이다. 2008년 기준으로 1차 경제 부문에 83명이 고용되어 있으며 이 부문에 약 46개 기업이 참여하고 있다. 1,297명이 2차 부문에 고용되었고 이 부문에 137개의 기업이 있었다. 6,755명이 3차 부문에 고용되어 있으며 이 부문에는 663개의 기업이 있다. 시정촌 주민은 5,400명으로 일정 정도 고용되었으며 그중 여성이 전체 노동력의 41.7%를 차지했다.
2008년에 정규직에 상응하는 총 일자리는 6,752개였다. 1차 부문의 일자리 수는 33개였으며 그중 23개는 농업, 8개는 임업 또는 목재 생산, 2개는 어업 또는 어업이었다. 2차 부문의 일자리 수는 1,242개로 이 중 제조업 361개(29.1%), 광업 2개(0.2%), 건설 798개(64.3%)였다. 3차 부문의 일자리는 5,477개였다. 3차 부문에서; 970(17.7%)은 도소매 또는 자동차 수리업, 1,137(20.8%)은 물품의 이동 및 보관, 436개(8.0%)은 호텔이나 레스토랑, 98개(1.8%)은 정보 산업에 종사했다. 234개(4.3%)가 보험 또는 금융 산업, 522개(9.5%)가 기술 전문가 또는 과학자, 458개(8.4%)가 교육, 1,042개(19.0%)가 의료 분야였다.
2000년 기준 자치단체로 통근하는 근로자는 4,531명, 외부로 출퇴근자는 1,880명이었다. 지자체는 근로자의 순수입 주이며, 1명이 전출할 때마다 약 2.4명의 근로자가 지자체에 전입된다. 브리크글리스에 들어오는 인력의 약 8.7%가 스위스 외부에서 온다. 근로 인구의 17.7%는 대중교통을 이용하여 출퇴근하고 40.5%는 자가용을 이용하였다.

## 교육

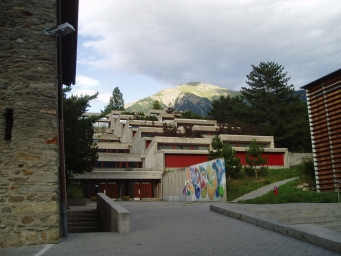
브리크의 주립 학교 (HSK 브리크)

브리크글리스에서는 인구의 약 4,245명(36.6%)이 비필수 고등교육을 이수했으며, 1,344명(11.6%)이 추가 고등교육(대학 또는 응용학문대학)을 마쳤다. 고등 교육을 이수한 1,344명 중 61.8%가 스위스 남성, 21.4%가 스위스 여성, 10.2%가 비스위스계 남성, 6.6%가 비스위스계 여성이었다.
2010-2011학년도 동안 브리크글리스 학교 시스템에는 총 1,243명의 학생이 있었다. 발레주의 교육 시스템은 어린아이들이 1년 동안 의무가 아닌 유치원에 다닐 수 있도록 허용한다. 해당 학년도에는 9개의 유치원 학급(KG1 또는 KG2)과 192명의 유치원생이 있다. 주의 학교 시스템은 학생들이 6년 동안 초등학교에 다닐 것을 요구한다. 브리크글리스에는 초등학교에 총 41개의 학급과 802명의 학생이 있었다.
중등학교 프로그램은 3년의 낮은 의무 교육(오리엔테이션 수업)과 3~5년의 선택적인 고급 학교로 구성된다. 브리크글리스에는 441명의 중학생이 학교에 다녔다. 시정촌에 1,451명의 고등학교 학생이 있었고 시정촌에 3개의 학교가 있었다. 첫 번째 학교인 Spiritus Sanctus에는 941명의 학생과 43개의 학급이 있다. 두 번째 학교인 HSK 브리크(KSS포함)에는 102명의 학생과 9개의 학급이 있다. 마지막 학교인 HMS-FMS-SfB(직업 준비를 위한 무역 학교-직업 학교-직업 준비 학교)에는 408명의 학생과 19개의 수업이 있다.
2000년 현재 브리크글리스에는 다른 지자체에서 온 1,177명의 학생이 있었고 306명의 거주자는 지방 자치 단체 외부의 학교에 다녔다.
브리크글리스는 미디어텍 발리스 - 브리크 라이브러리의 본거지이다. 2008년 현재 도서관은 95,906권의 책 또는 기타 매체를 보유하고 있으며 같은 해에 195,233개 항목을 대출했다. 그 해에는 주당 평균 53시간씩 총 260일 동안 문을 열었다.

## 교통

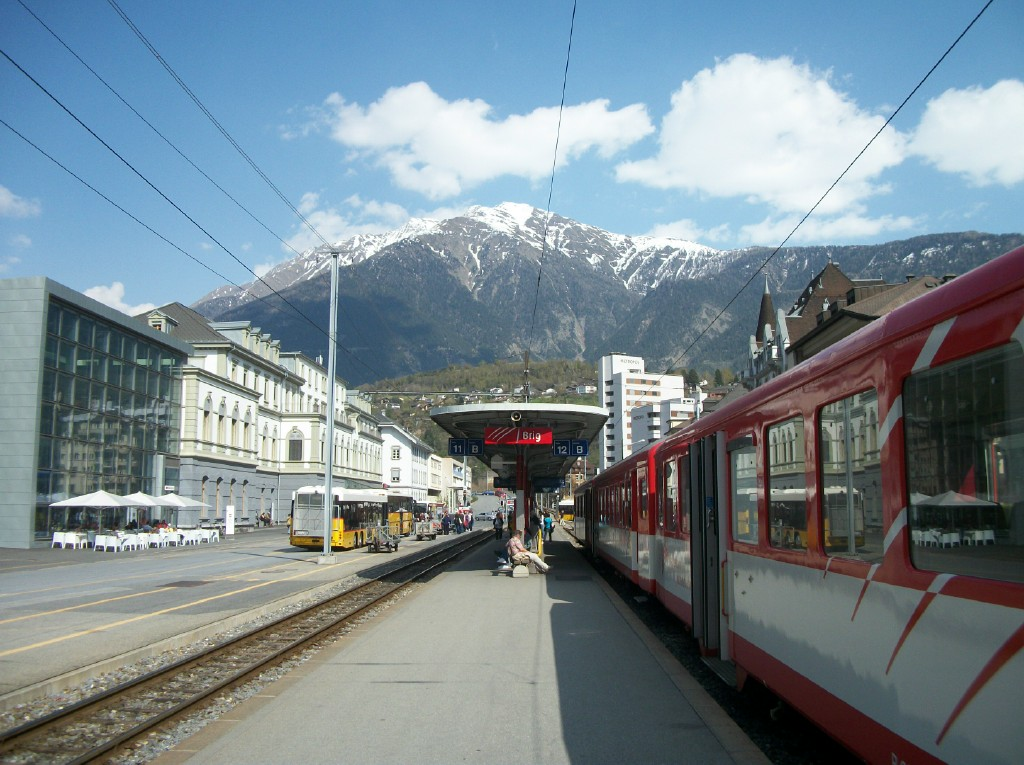
브리크역의 협궤, 배경으로 고산 봉우리가 있다

스위스 연방 철도(SBB CFF FFS) 또는 BLS AG에서 운영하는 심플론 철도, 밀란-도모도솔라 철도 및 베른-뢰치베르크-심플론 철도라는 3개의 표준궤 철도 노선이 모두 브리크역에서 만난다. 또한 마터호른 고트하르트 철도에서 운영하는 2미터 궤도 노선과 브리크에서 수렴하는 미터궤 열차에는 빙하특급이 포함된다.